# Gaouaidlé
Gaouaidlé är en kulle i Djibouti. Den ligger i den centrala delen av landet, 90 km nordväst om huvudstaden Djibouti. Toppen på Gaouaidlé är 590 meter över havet.
Terrängen runt Gaouaidlé är kuperad. Runt Gaouaidlé är det mycket glesbefolkat, med 7 invånare per kvadratkilometer. Närmaste större samhälle är Dorra, 13,6 km norr om Gaouaidlé. Trakten runt Gaouaidlé är ofruktbar med lite eller ingen växtlighet.